# ساران (كبغيان)
ساران (بالفارسية: ساران) هي قرية تقع في إيران في قسم كبغيان الريفي. يقدر عدد سكانها بـ 588 نسمة بحسب إحصاء 2016.